# Efim Aleksàndrov
Efim Aleksàndrov (nascut com Efimian Ziсerman; el 13 de maig de 1960, al Raió de Pidvolochysk, a la Província de Ternòpil, a Ucraïna), és un actor, cantant i comediant ucraïnès, així com un conegut intèrpret de música jueva, prestant especial atenció a les cançons folklòriques jueves com a part del programa per salvar l'idioma ídix, una llengua minoritària dels jueus asquenazites d'Europa de l'Est. Efim és un artista meritori de la Federació Russa.

## Familia
Els seus pares van ser Lubov Efimovna i Borís Mikhàilovich Ziсerman, tots dos van néixer al municipi de Bershad, a l'Óblast de Vinnytsia i van ser presoners del gueto de Bershad. Després de l'alliberament de Bershad el 1944, el seu pare fou reclutat per anar a fer el servei militar a l'Exèrcit Roig d'obrers i camperols, quan va arribar el final de la Segona Guerra Mundial, el pare d'Efim es trobava a Ucraïna occidental, després del llicenciament militar es va graduar a la Universitat de Lviv i va treballar com a cap de departament al diari local del Raió de Pidvolochysk i més tard a la Província de Khmelnitski. Després de graduar-se a la facultat de medicina, la seva mare va treballar durant 40 anys com infermera a la sala de malalties infeccioses de l'hospital regional de Pidvolochysk.

## Història
Mentre assistia a la escola secundària, Efim Ziсerman es va graduar en una escola de música especialitzada en clarinet. Efim va participar activament en grups de talents aficionats a Volochysk, on es va mudar la seva família en 1968. Després d'haver acabat els seus estudis a l'escola secundària de Volochysk (1976), va anar a l'escola de teatre estatal de Dniprò. Com a estudiant de l'escola de teatre, Efim va participar en una varietat de programes de televisió d'entreteniment a Dniprò. Efim es va convertir en membre d'una institució literària, la unió d'escriptors d'Ucraïna. Tant la seva poesia com els seus articles de crítica es van publicar en diferents diaris i revistes d'Ucraïna. Graduat de l'escola de teatre, abans del servei militar, va treballar al teatre de titelles de Ternòpil. El 1982 va assistir a la facultat de teatre musical de l'Institut rus d'art teatral, va ser alumne del treballador artístic honorable de la República Socialista Soviètica d'Ucraïna, el professor Mikhail Borisovich Mordvínov, i de l'Artista del Poble de la URSS, Alexey Tikhonovich Sergeev. Com a estudiant, va cooperar activament amb els compositors de Moscou a la secció de propaganda del sindicat de compositors de la Unió Soviètica. Efim va ser convidat a ser solista al Teatre Musical de Cambra Jueva, on va debutar a l'estrena de l'obra "Els savis de Khelem". Posteriorment va ser convidat al teatre musical, sota la direcció de Vladimir Vinokur, on va actuar no només com artista, sinó també com a productor de representacions i obres de teatre. Les representacions més conegudes d'Aleksàndrov són "Decrets del destí" (entrevista amb un rus que es trobava en un país oriental a on es feia pasar per un eunuc) i una paròdia satírica d'un espectacle de titelles, "Ningú surt viu d'aquí", caricaturitzant les desavantatges del sistema sanitari soviètic.

## Activitat creativa
El 1993 Efim Aleksàndrov publicà el seu primer àlbum musical amb cançons populars jueves compostes per Ilya Lubinsky i poemes de Mikhail Tanich, un any més tard va ser filmada una pel·lícula musical amb un nom similar, realitzada en un estudi de televisió de Kíev. Efim Aleksàndrov va ser guardonat amb un premi de la Federació de Comunitats Jueves de Rússia.
En una cerimònia, Efim Aleksàndrov va ser guardonat pel canal 9 de la televisió israeliana, amb un premi especial per la seva contribució a la cultura jueva mundial.
Els guanyadors es van determinar mitjançant els vots de centenars de milers d'israelians parlants de rus. Durant els darrers anys Efim ha estat treballant en el marc del projecte "The Songs of the Jewish Shtetle", les cançons del Shtetl jueu.